# Waitetola
Waitetola is een monotypisch geslacht van spinnen uit de  familie van de Amaurobiidae (nachtkaardespinnen).

## Soort
- Waitetola huttoni Forster & Wilton, 1973